# Crotalaria
Crotalaria ist mit etwa 690 Arten eine der artenreichsten Pflanzengattungen der Familie der Hülsenfrüchtler (Fabaceae).

## Beschreibung

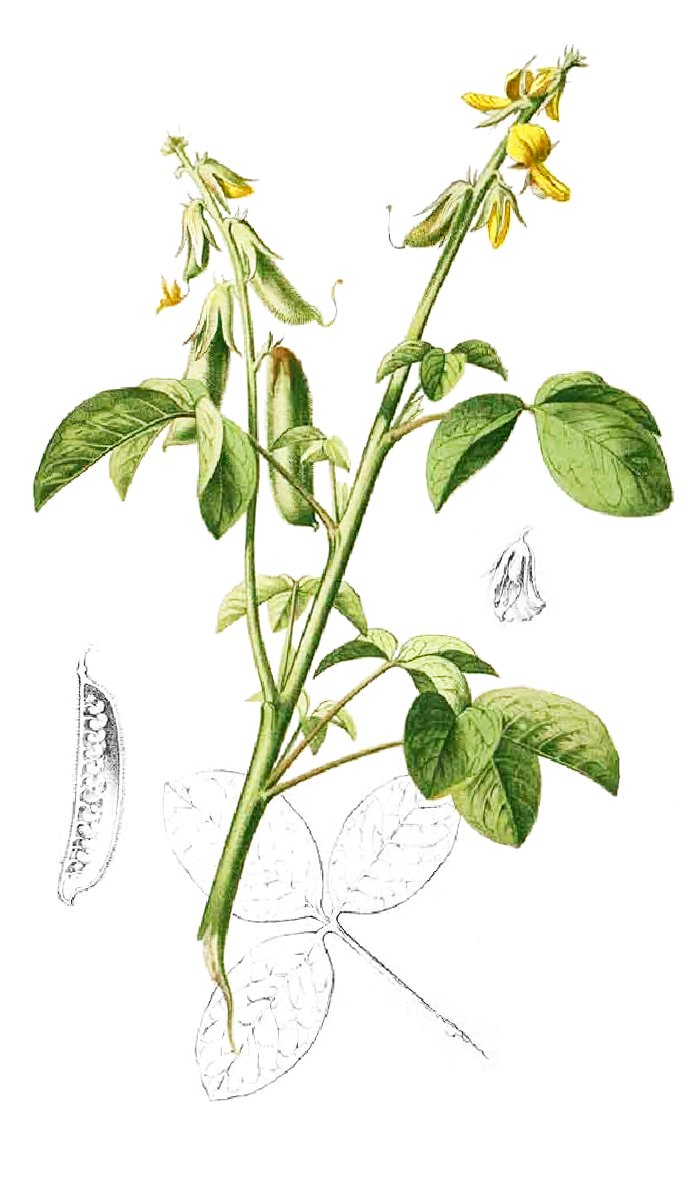
Illustration von Crotalaria incana

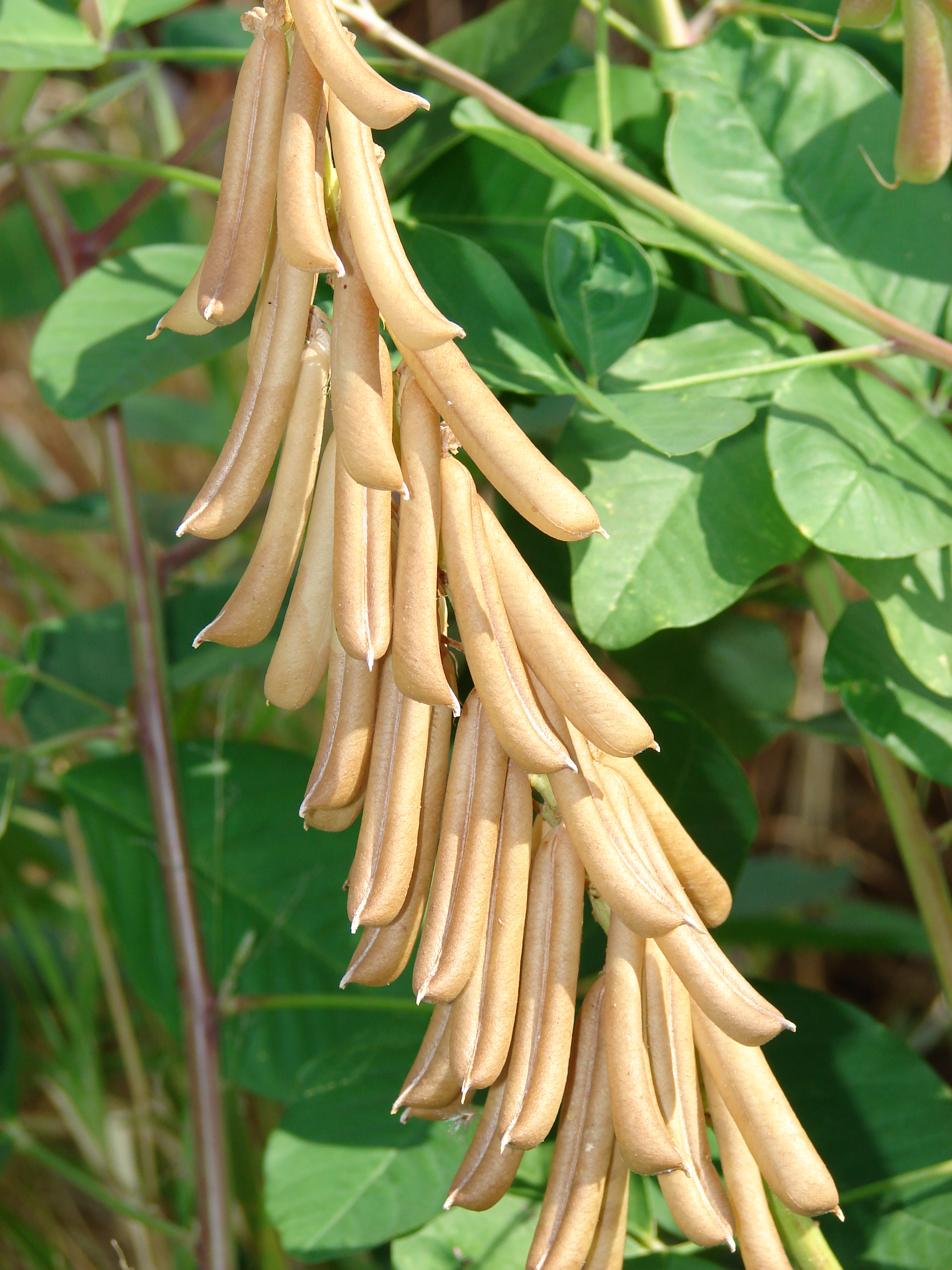
Hülsenfrüchte von Crotalaria pallida

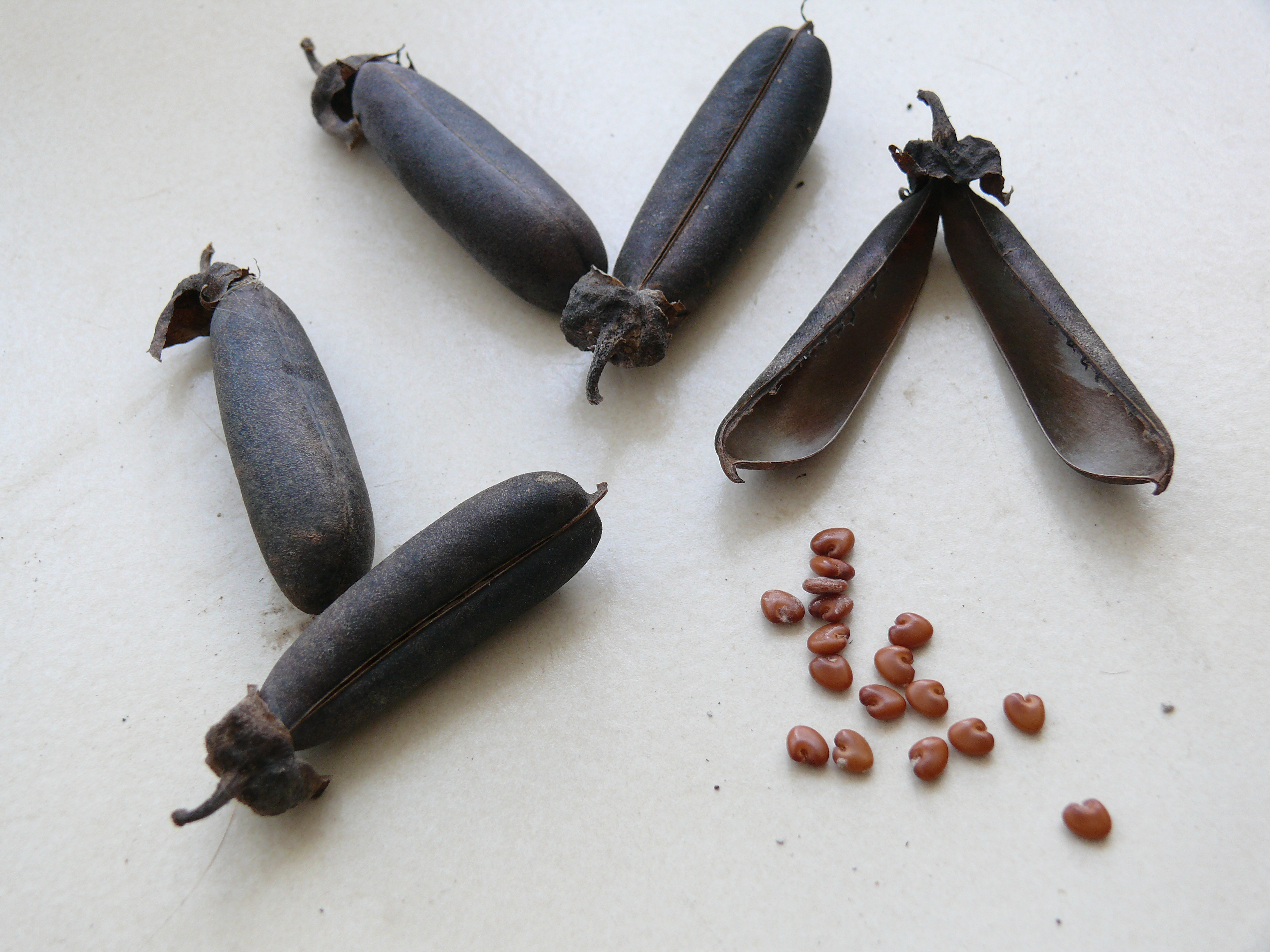
Hülsenfrüchte und Samen von Crotalaria retusa

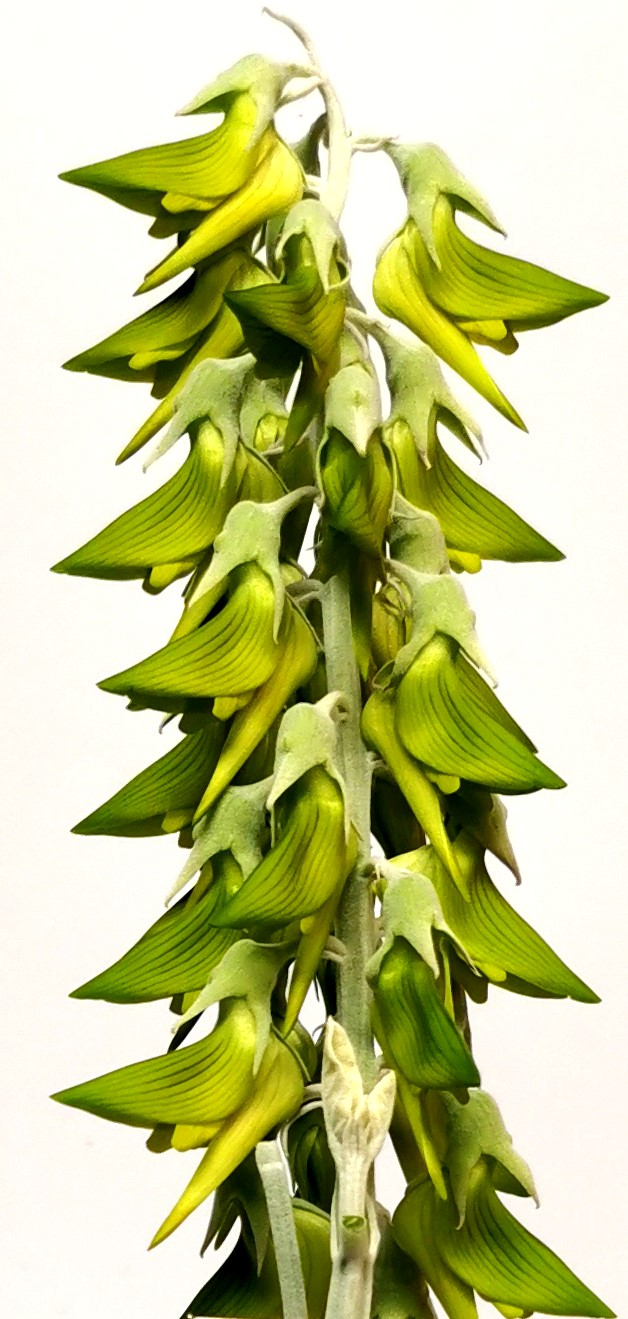
Crotalaria cunninghamii

### Vegetative Merkmale
Die Crotalaria-Arten wachsen als ein-, zweijährige oder ausdauernde krautige Pflanzen oder Sträucher und erreichen je nach Art Wuchshöhen von 0,3 bis 3 Metern. Es gibt einige Xerophyten. Oft sind alle Pflanzenteile behaart.
Die wechselständig und spiralig oder zweizeilig am Stängel verteilt angeordneten Laubblätter sind winzig bis sehr groß, gestielt bis ungestielt und einfach oder zusammengesetzt. Wenn die Blattspreite zusammengesetzt ist dann ist sie einfach unpaarig gefiedert mit einem, oft drei bis selten sieben Fiederblättchen. Die zwei Nebenblätter können mit dem Blattstiel verwachsen sein, manchmal sind sie nur klein, selten fehlen sie.

### Generative Merkmale
Die Blüten stehen selten einzeln, meist in traubigen, ährigen, kopfigen oder selten bündeligen Blütenständen zusammen. Die Blütenstände stehen end- oder achselständig oder den Blättern gegenüber. Es können kleine bis laubblattähnliche Hochblätter vorhanden sein. Es kann ein Außenkelch vorhanden sein, er besteht dann meist aus verwachsenen Hochblätter.
Die zwittrigen, stark zygomorphen, fünfzähligen Blüten sind winzig bis groß mit doppelten Perianth. Der Blütenboden ist meist mehr oder weniger becherförmig und bildet bei manchen Arten ein Gynophor. Die fünf Kelchblätter sind röhrig verwachsen, wobei die Kelchröhre höchstens gleich lang ist wie die meist gleichen bis manchmal deutlich verschiedenen Kelchlappen.
Die Farben der fünf Kronblätter sind meist gelb bis orangefarben oder braun, gelegentlich aber auch rosafarben (Crotalaria cornetii) oder blau (Crotalaria variegata); oft sind deutliche, meist dunklere Muster auf den Kronblättern vorhanden. Die Blüten weisen die typische Form von Schmetterlingsblüten auf. Zwei Kronblätter sind zum Schiffchen verwachsen. Die Flügel sind nicht mit dem Schiffchen verwachsen. Die Fahne ist nur kurz genagelt. Es ist kein Sporn vorhanden. Es sind zehn fertile Staubblätter vorhanden, sie sind fast gleich oder deutlich ungleich. Die Staubfäden sind röhrig untereinander, aber nicht mit den Kronblättern verwachsen. Die meist freien Staubbeutel sind abwechselnd lang und basifixed oder kurz und dorsifixed. Es ist nur ein Fruchtblatt mit zwei bis hundert Samenanlagen vorhanden.
Die langen bis oft relativ kurzen und dicken, fast kugeligen, geraden oder gekrümmten Hülsenfrüchte sind glatt bis behaart. Die Hülsenfrüchte enthalten zwei bis hundert Samen. Die kleinen bis sehr großen Samen sind mehr oder weniger nierenförmig und können manchmal einen Arillus besitzen. Wenn sich die reifen Samen in der Frucht lösen und beim Schütteln gegen die feste Fruchtwand schlagen, entsteht ein Geräusch wie bei einer Rassel bzw. Kastagnette, deshalb erhielt die Gattung den wissenschaftlichen Namen sowie den englischen Namen „rattlepod“.

## Ökologie
Die Bestäubung erfolgt meist durch Insekten (Entomophilie).
Wie auch viele andere Leguminosen, bilden Arten der Gattung Crotalaria Wurzelknöllchen, in denen symbiontische Bakterien Stickstoff fixieren. Diese Bakterien gehören entweder zu der Gattung Bradyrhizobium, oder aber zur Gattung Methylobacterium, die als stickstofffixierender Symbiont nur auf Crotalaria-Arten bekannt ist.

## Verbreitung
Crotalaria-Arten gedeihen hauptsächlich in tropischen bis subtropischen Gebieten. Der Verbreitungsschwerpunkt der pantropisch verbreiteten Gattung Crotalaria liegt mit 510 Arten im tropischen Afrika, ein Nebenschwerpunkt ist die Neotropis mit etwas unter 100 Arten.
In Simbabwe gibt es etwa 75 Arten, in Madagaskar kommen 48 Arten vor (davon sind 33 Endemiten, 10 kommen ursprünglich vor sind aber keine Endemiten, 5 sind invasive Pflanzen), 33 Arten gibt es in Westaustralien, in Nepal gibt es 31 Arten, in China und in Pakistan kommen jeweils elf Arten vor. Einige Arten sind in vielen Gebieten der Welt invasive Pflanzen.

## Systematik
Die Gattung Crotalaria wurde durch Carl von Linné aufgestellt. Der Gattungsname Crotalaria leitet sich von κροταλον, dem griechischen Wort für Kastagnette, her und leitet sich damit gleich her wie der zoologische Gattungsname für die Klapperschlangen Crotalus. Synonyme für Crotalaria L. sind: Goniogyna DC., Heylandia DC., Pentadynamis R.Br., Priotropis Wight & Arn., Quirosia Blanco.
Crotalaria gehört zur Tribus Crotalarieae in der Unterfamilie der Schmetterlingsblütler (Faboideae) innerhalb der Familie der Hülsenfrüchtler (Fabaceae). Nahe verwandt sind die Gattungen Lotononis und Bolusia. Die Gattung Crotalaria umfasst etwa 550 bis 690 Arten.
| Ausgewählte Crotalaria-Arten: - Crotalaria abbreviata Baker f.: Sie kommt im tropischen Afrika in Tansania, Sambia, Simbabwe sowie Zaire vor. - Crotalaria acicularis Buch.-Ham. ex Benth.: Sie kommt in Indien, Bangladesch, Nepal, Indochina, Indonesien, auf den Philippinen, Taiwan und in China vor. - Crotalaria aculeata De Wild.: Sie kommt im tropischen Afrika und auf Madagaskar vor. - Crotalaria agatiflora Schweinf.: Sie kommt in Kenia und im nördlichen Tansania ursprünglich vor und ist in Südamerika ein Neophyt. - Crotalaria alata Buch.-Ham.: Sie kommt in Süd- und Südostasien vor. - Crotalaria albicaulis Franch.: Sie kommt in Äthiopien und im nördlichen Somalia vor. - Crotalaria albida B.Heyne ex Roth: Sie kommt in Süd- und Südostasien bis zu den Inseln im westlichen Pazifik vor. - Crotalaria alexandri Baker f.: Sie kommt im tropischen Afrika vor. - Crotalaria anningensis X.Y.Zhu & Y.F.Du: Dieser Endemit wurde 2007 aus dem Gebiet der kreisfreien Stadt Anning in Yunnan erstbeschrieben. - Crotalaria andringitrensis R.Vig.: Dieser Endemit der Provinz Fianarantsoa in Madagaskar ist nur von einem Fundort bekannt. - Crotalaria androyensis R.Vig.: Dieser Endemit kommt in Madagaskar nur in der Provinz Toliara vor. - Crotalaria angulata Mill.: Sie kommt in Indien, Sri Lanka, Java und Mexiko vor. - Crotalaria anisophylla (Hiern) Baker: Sie kommt im südwestlichen Angola, in Sambia und in Simbabwe vor. - Crotalaria ankaizinensis R.Vig.: Dieser Endemit kommt nur an einigen Fundorten in Madagaskar in den Provinzen Antsiranana sowie Mahajanga vor. - Crotalaria ankaratrana R.Vig.: Dieser Endemit kommt im zentralen Madagaskar nur in der Provinz Antananarivo vor. - Crotalaria anomala R.Vig.: Dieser Endemit ist nur von zwei bis fünf Fundorten in Madagaskar in der Provinz Mahajanga bekannt. - Crotalaria anthyllopsis Welw. ex Baker: Sie kommt im tropischen Afrika vor. - Crotalaria arenaria Benth.: Sie kommt in Ägypten, Libyen, Sudan, Tschad, Elfenbeinküste, Liberia, Senegal, Mali, Mauretanien, Niger und Nigeria vor. - Crotalaria argyraea Welw. ex Baker: Sie kommt im südlichen Angola und in Namibia vor. - Crotalaria argyrolobioides Baker: Sie kommt in Tansania, Sambia, Malawi, Mosambik und in der Demokratischen Republik Kongo vor. - Crotalaria aridicola Domin: Sie kommt in Australien vor. - Crotalaria assamica Benth.: Sie kommt in Indien, Laos, Myanmar, Thailand, Vietnam, auf den Philippinen, in China und in Taiwan vor. - Crotalaria atrorubens Hochst. ex Benth.: Sie kommt in Senegal, Ghana, Gambia, Niger, Nigeria, Mali, Kamerun, Sudan und Tschad vor. - Crotalaria avonensis Delaney & Wunderlin: Sie kommt nur in Florida vor. - Crotalaria axillaris Aiton: Sie kommt im tropischen Afrika vor. - Crotalaria balansae Micheli: Sie kommt im südlichen Brasilien und in Paraguay vor. - Crotalaria barkae Schweinf.: Die Unterarten kommen im tropischen und im südlichen Afrika (in Südafrika nur Limpopo sowie North West) vor. - Crotalaria barnabassii Dinter ex Baker f.: Sie kommt in Tansania, Angola, Malawi, Sambia, Mosambik, Simbabwe und Namibia vor. - Crotalaria beddomeana Thoth. & A.A.Ansari: Sie kommt in Indien vor. - Crotalaria bequaertii Baker f.: Sie kommt im tropischen Afrika vor. - Crotalaria bernieri DC.: Sie kommt von Kenia bis Mosambik, auf den Komoren und im nördlichen Madagaskar vor. - Crotalaria bosseri M.Pelt.: Dieser Endemit ist in Madagaskar nur von zwei bis fünf Fundorten in der Provinz Fianarantsoa bekannt und gilt als vom Aussterben gefährdet. - Crotalaria brevidens Benth.: Sie kommt ursprünglich im tropischen Afrika vor. - Crotalaria breviflora DC.: Sie kommt in Brasilien vor. - Crotalaria brevis Domin: Sie kommt in Australien vor. - Crotalaria burhia Buch.-Ham. ex Benth.: Sie kommt im Iran, Afghanistan, Pakistan und in Indien vor. - Crotalaria burkeana Benth.: Sie kommt in Mosambik, Eswatini, im südöstlichen Botswana und im östlichen Südafrika vor. - Crotalaria cajanifolia Kunth: Sie kommt von Mexiko bis Panama und in Kuba vor. - Crotalaria calva R.Vig.: Sie kommt in Madagaskar in der Provinz Mahajanga vor und gilt als gefährdet. - Crotalaria calycina Schrank: Sie kommt im tropischen Afrika, im tropischen bis subtropischen Asien, in China, Taiwan, auf Inseln im Pazifik und im nördlichen Australien vor. - Crotalaria candicans Wight & Arn.: Sie kommt in Indien vor. - Crotalaria capensis Jacq.: Sie kommt im südlichen tropischen Afrika und im südlichen Afrika vor. - Crotalaria capuronii M.Pelt.: Sie kommt in Madagaskar in den Provinzen Antsiranana und Mahajanga vor. - Crotalaria caudata Welw. ex Baker: Sie kommt im tropischen Afrika vor. - Crotalaria cephalotes Steud. ex A.Rich.: Sie ist im tropischen Afrika weit verbreitet. - Crotalaria chiayiana Y.C.Liu & F.Y.Lu: Dieser Endemit gedeiht nur in Höhenlagen von 1400 bis 1600 Metern in Taiwan. - Crotalaria chinensis L.: Sie kommt im tropischen und subtropischen Asien, in Neuguinea und auf den Philippinen vor. - Crotalaria chirindae Baker f.: Sie kommt in Tansania, Mosambik, Malawi und im östlichen Simbabwe vor. - Crotalaria chrysochlora Baker f. ex Harms: Sie ist im tropischen Afrika weit verbreitet. - Crotalaria cleomifolia Welw. ex Baker: Sie ist im tropischen Afrika weit verbreitet. - Crotalaria collina Polhill: Sie kommt im westlichen Mosambik und im östlichen Simbabwe vor. - Crotalaria comosa Baker: Sie ist im tropischen Afrika weitverbreitet. - Crotalaria cornetii Taubert & Dewevre - Crotalaria cornu-ammonis R.Vig.: Sie kommt in Madagaskar in den Provinzen Fianarantsoa sowie Toliara vor. - Crotalaria coursii M.Pelt.: Sie kommt in Madagaskar in den Provinzen Fianarantsoa sowie Toliara vor. - Crotalaria craspedocarpa R.Vig.: Sie kommt nur in der Provinz Fianarantsoa in Madagaskar vor. - Crotalaria crispata F.Muell. ex Benth.: Sie kommt in Australien vor. - Crotalaria cunninghamii R.Br.: Sie kommt in Australien vor. - Crotalaria cyanoxantha R.Vig.: Sie kommt an relativ vielen Fundorten in Madagaskar in den Provinzen Fianarantsoa, Mahajanga sowie Toliara vor. - Crotalaria cylindrocarpa DC.: Sie ist im tropischen Afrika weit verbreitet. - Crotalaria cylindrostachys Welw. ex Baker: Sie kommt in Tansania, Angola, Malawi, Sambia und Simbabwe vor. - Crotalaria cytisoides Roxb. ex DC.: Sie kommt in Indien, Bangladesch, Nepal, Bhutan, im nördlichen Thailand und im nördlichen Myanmar vor. - Crotalaria damarensis Engl.: Sie kommt im südwestlichen Angola, in Namibia, Botswana, Simbabwe, südlichen Mosambik und in südafrikanischen Provinzen Limpopo, Mpumalanga sowie Nordkap vor. - Crotalaria decaryana R.Vig.: Sie kommt in Madagaskar in der Provinz Toliara vor. - Crotalaria deserticola Taub. ex Baker f.: Sie ist im tropischen Afrika weit verbreitet. - Crotalaria digitata Hook.: Sie kommt in Indien vor. - Crotalaria dissitiflora Benth.: Sie kommt in Australien vor. - Crotalaria distans Benth.: Die Unterarten kommen in Sambia, Simbabwe, Malawi, in der Demokratischen Republik Kongo, Botswana, Lesotho, Namibia und im nördlichen Südafrika vor. - Crotalaria distantiflora Baker f.: Sie kommt in Äthiopien, im südlichen Kenia und im nordöstlichen Tansania vor. - Crotalaria doidgeae I.Verd.: Sie kommt nur in südafrikanischen Provinzen Limpopo sowie Mpumalanga von Waterberg bis Mariepskop und südwärts entlang des Escarpment bis Barberton vor. - Crotalaria diosmifolia Benth.: Sie kommt in Madagaskar in den Provinzen Antananarivo und Fianarantsoa vor. - Crotalaria doniana Baker: Sie kommt im tropischen Westafrika und im tropischen westlich-zentralen Afrika vor. - Crotalaria dura J.M.Wood & M.S.Evans: Von den Unterarten kommt eine im südlichen Mosambik und eine nur in KwaZulu-Natal vor. - Crotalaria edmundi-bakeri R.Vig.: Sie kommt in Madagaskar in der Provinz Toliara vor. - Crotalaria ekmanii Windler & S.G.Skinner: Sie kommt in Kuba vor. - Crotalaria emarginella Vatke: Sie kommt im Sudan, Äthiopien, Somalia, Dschibuti, Kenia und im Jemen vor. - Crotalaria emirnensis Benth.: Sie kommt in Madagaskar in der Provinz Antananarivo vor. - Crotalaria erecta Pilg.: Sie kommt in Brasilien vor. - Crotalaria eremaea F.Muell.: Die zwei Unterarten kommen in Australien vor. - Crotalaria eremicola Baker f.: Die Unterarten kommen in Mosambik und im südlichen Afrika vor. - Crotalaria excisa (Thunb.) Baker f.: Die beiden Unterarten kommen nur in den südafrikanischen Provinzen Nord- sowie Westkap vor. - Crotalaria ferruginea Graham ex Benth.: Sie kommt in Sri Lanka, Indien, Bangladesch, Bhutan, Nepal, Thailand, Laos, Myanmar, China, Vietnam, Malaysia, auf den Philippinen und in Papua-Neuguinea vor. - Crotalaria fiherenensis R.Vig.: Sie kommt in Madagaskar in den Provinzen Toliara und Fianarantsoa vor. - Crotalaria filicaulis Welw. ex Baker: Sie kommt in der Demokratischen Republik Kongo, in Tansania, Malawi, Angola, Sambia, Simbabwe und Mosambik vor. - Crotalaria filifolia Rose: Sie kommt in Mexiko vor. - Crotalaria filipes Benth.: Sie kommt in Indien vor. - Crotalaria flavicarinata Baker f.: Sie kommt in Sambia, Botswana, im nordwestlichen Simbabwe und im nordöstlichen Namibia vor. - Crotalaria gazensis Baker f.: Die Unterarten kommen in Mosambik, Simbabwe, Malawi und eine der Unterarten kommt in der südafrikanischen Provinz Limpopo vor. - Crotalaria glauca Willd.: Sie ist im tropischen Afrika weitverbreitet. - Crotalaria glaucoides Baker f.: Sie kommt in Guinea-Bissau, Senegal und Mali vor. - Crotalaria globifera E.Mey.: Sie kommt in Eswatini und im östlichen Südafrika vor. - Crotalaria goreensis Guill. & Perr.: Sie ist im tropischen Afrika weitverbreitet. - Crotalaria grevei Drake: Sie kommt in Madagaskar in den Provinzen Fianarantsoa und Toliara vor. - Crotalaria griquensis L.Bolus - Crotalaria hainanensis C.C.Huang: Dieser Endemit kommt nur in Changjiang in Hainan vor. - Crotalaria hebecarpa (DC.) Rudd: Sie kommt in Sri Lanka, Indien, Bangladesch und Pakistan vor. - Crotalaria heidmannii Schinz: Sie kommt in Angola, Simbabwe, Botswana und Namibia vor. - Crotalaria hirsuta Willd.: Sie kommt in Indien und in Myanmar vor. - Crotalaria hirta Willd. - Crotalaria holosericea Nees & Mart.: Sie kommt in Brasilien vor. - Crotalaria humbertiana M.Pelt.: Sie kommt in Madagaskar in der Provinz Toliara vor. - Crotalaria humbertii R.Vig.: Sie kommt in Madagaskar in der Provinz Antananarivo vor. - Crotalaria humifusa Graham ex Benth.: Sie kommt in Indien, Bhutan, Nepal, Indonesien, Thailand, Malaysia, Myanmar, Yunnan, auf den Philippinen, in Papua-Neuguinea und in Australien vor. - Crotalaria humilis Eckl. & Zeyh.: Sie kommt nur in südafrikanischen Provinzen Nord- sowie Westkap von Richtersveld südwärts bis zum Olifants River Tal. - Crotalaria hyssopifolia Klotzsch: Sie ist im tropischen Afrika weitverbreitet. - Crotalaria ibityensis R.Vig. & Humbert: Sie kommt in Madagaskar in den Provinzen Antananarivo und Fianarantsoa vor. - Crotalaria impressa Nees ex Walp.: Sie kommt in Eritrea, Dschibuti, im nördlichen Äthiopien, im nordöstlichen Sudan und im Jemen vor. - Crotalaria incana L.: Sie kommt pantropisch vor, ihre Heimat ist unbekannt. - Crotalaria insignis Polhill: Sie kommt im westlichen Mosambik und im östlichen Simbabwe vor. - Crotalaria isaloensis R.Vig.: Sie kommt in Madagaskar in der Provinz Fianarantsoa vor. - Ostindischer Hanf (Crotalaria juncea L.): Er kommt in Indien, Bhutan, Thailand, Malaysia, Myanmar, Laos, Kambodscha, Vietnam und in Indonesien vor. In China kommt er angepflanzt und verwildert vor. - Crotalaria kapirensis De Wild.: Sie kommt in Sambia, Simbabwe und in der südöstlichen Demokratischen Repiblik Kongo vor. - Crotalaria kipandensis Baker f.: Sie kommt in Mosambik, Simbabwe, Sambia, Malawi, im südlichen Tansania und in der südöstlichen Republik Kongo vor. - Crotalaria laburnifolia L.: Die etwa drei Unterarten sind vom tropischen bis südliche Afrika, im tropischen Asien, auf den Seychellen und Australien verbreitet. - Crotalaria laburnoides Klotzsch: Sie kommt im tropischen Afrika, auf den Seychellen und auf den Komoren vor. - Crotalaria lachnocarpoides Engl.: Sie ist im tropischen Afrika weitverbreitet. - Crotalaria lachnophora Hochst. ex A.Rich.: Sie ist im tropischen Afrika weitverbreitet. - Crotalaria lachnosema Stapf: Sie ist im tropischen Afrika weitverbreitet. - Crotalaria laevigata Lam. - Crotalaria lanceolata E.Meyer: Sie kommt ursprünglich in Afrika und in Madagaskar vor. In China, Taiwan, in Nord- und Südamerika ist die Art ein Neophyt. - Crotalaria lasiocarpa Polhill: Sie kommt im südwestlichen Tansania und im nordöstlichen Sambia vor. - Crotalaria lathyroides Guill. & Perr.: Sie kommt im tropischen Westafrika vor. - Crotalaria leandriana M.Pelt.: Sie kommt in Madagaskar in der Provinz Toliara vor. - Crotalaria lebeckioides Bond: Dieser seltene Endemit kommt nur in der südafrikanischen Provinz Westkap von Ladismith bis Barrydale in der Sukkulentenkaroo vor. - Crotalaria lebrunii Baker f.: Sie kommt in Kenia, Uganda und in der östlichen Demokratischen Republik Kongo vor. - Crotalaria leptostachya Benth.: Sie kommt in Indien vor. - Crotalaria leubnitziana Schinz: Dieser Endemit kommt nur im südlichen Namibia vor. - Crotalaria linifolia L. f.: Sie kommt in Indien, Sri Lanka, auf den Ryūkyū-Inseln, in Taiwan, in Myanmar und in China vor. - Crotalaria longirostrata Hook. & Arn.: Sie kommt von Mexiko bis Panama vor. - Crotalaria longithyrsa Baker f.: Sie kommt im südlichen Sudan und in der Demokratischen Republik Kongo vor. - Crotalaria lotoides Benth.: Sie kommt in Südafrika, im südwestlichen Simbabwe und im südöstlichen Botswana vor. - Crotalaria lukwangulensis Harms: Sie kommt im südöstlichen Kenia und im östlichen Tansania vor. - Crotalaria macrocarpa E.Mey.: Die Unterarten kommen in Simbabwe und eine davon kommt in den südafrikanischen Provinzen Ostkap sowie KwaZulu-Natal vor. - Crotalaria madurensis Wight: Sie kommt in Indien, auf den Andamanen und auf den Nikobaren vor. - Crotalaria magaliesbergensis A.S.Flores & Sch.Rodr. (Syn.: Crotalaria brachycarpa (Benth.) Burtt Davy ex I.Verd., Crotalaria globifera var. brachycarpa Benth.): Seit 2011 ersetzt dieser Name den ungültigen. Sie kommt in den südafrikanischen Provinzen Free State, Limpopo, Gauteng sowie North West vor. - Crotalaria mahafalensis R.Vig.: Sie kommt in Madagaskar in den Provinzen Fianarantsoa und Toliara vor. - Crotalaria mandrarensis R.Vig.: Sie kommt in Madagaskar in der Provinz Toliara vor. - Crotalaria manongarivensis R.Vig.: Sie kommt in Madagaskar in den Provinzen Antsiranana und Mahajanga vor. - Crotalaria mauensis Baker f.: Sie kommt in Kenia und im nördlichen Tansania vor. - Crotalaria maypurensis Kunth: Sie kommt in Kuba und von Mexiko bis Paraguay vor. - Crotalaria medicaginea Lam.: Sie kommt in Afghanistan, Pakistan, Indien, Bangladesch, Nepal, Sri Lanka, Thailand, Indonesien, Laos, Myanmar, Vietnam, China, Taiwan, auf den Philippinen, in Papua-Neuguinea und in Australien vor. - Crotalaria mesopontica Taub.: Sie kommt in Ruanda, Burundi, in der Demokratischen Republik Kongo und in der Zentralafrikanischen Republik vor. - Crotalaria meyeriana Steud. (Syn.: Crotalaria mollis E.Mey.): Sie kommt vom südlichen Namibia bis zur südafrikanischen Provinz Nordkap von Lüderitz südwärts bis zum Gariep Tal vor. - Crotalaria micans Link: Sie kommt ursprünglich in Mexiko und in Südamerika vor und ist in China und Taiwan ein Neophyt. - Crotalaria microcarpa Benth.: Sie ist im tropischen Afrika weitverbreitet. - Crotalaria mitchellii Benth.: Sie kommt in den australischen Bundesstaaten östliches Queensland sowie nordöstliches New South Wales vor. - Crotalaria mohlenbrockii Windler & S.G.Skinner: Sie kommt im südlichen Brasilien und in Paraguay vor. - Crotalaria monteiroi Taub. ex Baker f.: Die Unterarten kommen im südlichen Mosambik, südlichen Simbabwe, in Eswatini und zwei davon im östlichen Südafrika in Gauteng, KwaZulu-Natal, Limpopo sowie Mpumalanga vor. - Crotalaria mysorensis Roth: Sie kommt in Pakistan, Indien, Nepal, Bangladesch, Sri Lanka, Indonesien, Malaysia und Guangdong vor. - Crotalaria nana Burm. f.: Sie kommt in Sri Lanka, Indien, Nepal, Myanmar und Hainan vor. - Crotalaria naragutensis Hutch. - Crotalaria natalitia Meisn.: Sie kommt im Jemen vor und ist im tropischen Afrika weitverbreitet. - Crotalaria nitens Kunth: Sie ist von Mexiko über Guatemala und Belize bis Honduras sowie Costa Rica und in Südamerika verbreitet. - Crotalaria notonii Wight & Arn.: Sie kommt in Indien vor. - Crotalaria obscura DC. (Syn.: Crotalaria pilosa Thunb.): Sie kommt in den südafrikanischen Provinzen Ostkap sowie KwaZulu-Natal vor. - Crotalaria ochroleuca G.Don: Sie kommt ursprünglich in Afrika vor und ist in Nordamerika, Brasilien, China, Neuguinea und Australien ein Neophyt. - Crotalaria ononoides Benth.: Sie kommt in Madagaskar vor und ist im tropischen Afrika weit verbreitet. - Crotalaria oocarpa Baker: Sie kommt im Jemen, in Äthiopien, Kenia, Tansania, Malawi und Burundi vor. - Crotalaria orientalis Burtt Davy ex I.Verd.: Die Unterarten kommen im westlichen Simbabwe, im nördlichen Namibia, in Botswana und zwei von diesen Unterarten kommen im nördlichen Südafrika vor. - Crotalaria orixensis Rottler ex Willd.: Sie kommt in Indien, in Eritrea und im nördlichen Äthiopien vor. - Crotalaria orthoclada Welw. ex Baker: Sie ist im tropischen Afrika weitverbreitet. - Crotalaria pallida Aiton: Sie kommt in Sri Lanka, Indien, Pakistan, Bangladesch, Bhutan, Nepal, Myanmar, Thailand, Kambodscha, Laos, Vietnam, China, Malaysia, Indonesien, auf den Philippinen, in Afrika und in der Neotropis vor. Sie ist in vielen weiteren tropischen Ländern ein Neophyt. - Crotalaria pallidicaulis Harms: Sie kommt in Tansania, in der südöstlichen Demokratischen Republik Kongo, im westlichen Mosambik, in Sambia und Simbabwe vor. - Crotalaria paulina Schrank: Sie kommt in Kolumbien und Brasilien vor. - Crotalaria pearsonii Baker f.: Diese seltene Art kommt an mehreren Fundorten in des südafrikanischen Provinz Nordkap vor. - Crotalaria peltieri Polhill: Sie kommt in Madagaskar in der Provinz Antsiranana vor. - Crotalaria perrieri R.Vig.: Sie kommt in Madagaskar in den Provinzen Antananarivo und Fianarantsoa vor. - Crotalaria perrottetii DC.: Sie kommt in Senegal, Gambia, Guinea-Bissau und im südwestlichen Mauretanien vor. - Crotalaria pervillei Baill.: Sie kommt in Madagaskar in den Provinzen Antsiranana und Mahajanga vor. - Crotalaria phylicoides Wild: Sie kommt im östlichen Simbabwe vor. - Crotalaria pilosa Mill.: Sie kommt in Südamerika, in Costa Rica, Panama und auf karibischen Inseln vor. - Crotalaria pisicarpa Welw. ex Baker: Sie kommt in Tansania, Simbabwe, Mosambik, Malawi, Sambia, Angola, Namibia, Botswana und in den südafrikanischen Provinzen Gauteng sowie Limpopo vor. - Crotalaria platysepala Harv.: Sie kommt in Mosambik, Simbabwe, im südlichen Sambia, im nördlichen Botswana und im nördlichen Namibia vor. - Crotalaria podocarpa DC.: Sie ist im tropischen bis südlichen Afrika weitverbreitet. - Crotalaria poissonii R.Vig.: Sie kommt in Madagaskar in der Provinz Toliara vor. - Crotalaria polysperma Kotschy ex Schweinf.: Sie kommt im Sudan, in Äthiopien, Kenia, Tansania, Uganda, Mosambik, Malawi und Simbabwe vor. - Crotalaria prostrata Rottler ex Willd.: Sie kommt in Pakistan, Indien, Bangladesch, Nepal, Sri Lanka, Thailand, Myanmar, Kambodscha, Vietnam, Yunnan, Indonesien und auf den Philippinen vor. - Crotalaria pumila Ortega: Sie kommt von den südlichen Vereinigten Staaten bis Paraguay und Argentinien vor. - Crotalaria purshii DC.: Sie kommt in den Vereinigten Staaten vor. - Crotalaria pusilla B.Heyne ex DC.: Sie kommt in Indien vor. - Crotalaria quinquefolia L.: Sie kommt in Indien, Bangladesch, Sri Lanka, Nepal, Malaysia, Singapur, Indonesien, Indochina, auf den Philippinen, in Neuguinea und den Salomonen vor. - Crotalaria recta Steud. ex A.Rich.: Sie kommt im nördlichen Südafrika in Limpopo sowie Mpumalanga vor. - Crotalaria reptans Taub.: Sie kommt in Tansania, Uganda, Mosambik, Malawi, Sambia und Simbabwe vor. - Crotalaria retusa L.: Sie kommt in Südwestasien, Pakistan, Indien, Nepal, Bhutan, Bangladesch, Sri Lanka, Myanmar, Thailand, Malaysia, Laos, Kambodscha, Vietnam, Guangdong, Hainan, auf den Philippinen, in Afrika, in der Neotropis und auf Inseln im Pazifik vor. - Crotalaria rhodesiae Baker f.: Sie kommt im südlichen Afrika beispielsweise in Limpopo vor. - Crotalaria rogersii Baker f.: Sie kommt in Tansania, Sambia, Simbabwe, Malawi und der Demokratischen Republik Kongo vor. - Crotalaria rotundifolia J.F.Gmel.: Sie kommt in den südlichen Vereinigten Staaten, von Mexiko bis Panama, in Puerto Rico und in der Dominikanischen Republik vor. - Crotalaria sagittalis L.: Sie kommt von den Vereinigten Staaten und Mexiko bis Argentinien und auf Inseln in der Karibik vor. - Crotalaria saharae Coss.: Sie kommt in Westsahara, Marokko, Algerien, Libyen, Mali, Mauretanien und in Niger vor. - Crotalaria saltiana Andrews: Sie kommt im Sudan, Somalia, Äthiopien, Dschibuti, im nördlichen Kenia, in Oman und im Jemen vor. - Crotalaria schinzii Baker f.: Sie kommt im südlichen Afrika beispielsweise in Limpopo sowie Mpumalanga vor. - Crotalaria schlechteri Baker f.: Sie kommt im südlichen Afrika beispielsweise in Mpumalanga vor. - Crotalaria semperflorens Vent.: Sie kommt in Indien, Sri Lanka, Indonesien, Malaysia und Ost-Timor vor. - Crotalaria senegalensis (Pers.) Bacle ex DC.: Sie ist im tropischen Afrika weit verbreitet und kommt außerdem auf den Kapverden, Botswana, Saudi-Arabien und im Jemen vor. - Crotalaria sessiliflora L.: Sie kommt in Pakistan, Indien, Bhutan, Nepal, Bangladesch, Thailand, Malaysia, Laos, Kambodscha, Vietnam, Indonesien, China, Taiwan, Japan, Korea, auf den Philippinen und auf Inseln im Pazifik vor. - Crotalaria shirensis (Baker f.) Milne-Redh.: Sie kommt in Kamerun, Kenia, Tansania, Angola, Mosambik, Malawi, Sambia, Burundi und Simbabwe vor. - Crotalaria sparsifolia Baker: Sie kommt in der Demokratischen Republik Kongo, in Tansania, Mosambik, Malawi, Sambia und Simbabwe vor. - Crotalaria spartea Baker: Sie kommt im südlichen Afrika beispielsweise in Mpumalanga vor./> - Crotalaria spartioides DC.: Sie kommt im südlichen Afrika beispielsweise in Nordkap sowie North West vor. - Crotalaria speciosa B.Heyne ex Roth: Sie kommt in Indien vor. - Crotalaria spectabilis Roth: Sie kommt in Indien, Bangladesch, Nepal, Thailand, Myanmar, Malaysia, Taiwan und in China vor. Sie wird in Afrika und Madagaskar angepflanzt und kommt dort auch verwildert vor. - Crotalaria sphaerocarpa Perr. ex DC.: Sie ist im tropischen und im südlichen Afrika weit verbreitet. Es gibt Unterarten. - Crotalaria spinosa Hochst. ex Benth.: Sie ist im tropischen Afrika verbreitet und kommt auch im Jemen vor. - Crotalaria steudneri Schweinf.: Sie kommt im südlichen Afrika beispielsweise in Limpopo vor. - Crotalaria stipularia Desv.: Sie kommt in Südamerika und auf Inseln in der Karibik vor. - Crotalaria stolzii (Baker f.) Polhill: Sie kommt in Kenia, Tansania, in der Demokratischen Republik Kongo, in Malawi und Simbabwe vor. - Crotalaria subcapitata De Wild.: Sie ist im tropischen Afrika weit verbreitet. - Crotalaria tanety Du Puy, Labat & H.E.Ireland (Syn.: Crotalaria cytisoides Hils. & Bojer ex Benth. non Roxb. ex DC.): Sie kommt in Madagaskar in den Provinzen Antananarivo und Fianarantsoa vor. - Crotalaria tenuirama Welw. ex Baker: Sie kommt in Angola, Sambia und in der südöstlichen Demokratischen Republik Kongo vor. - Crotalaria tetragona Roxb. ex Andrews: Sie kommt in Indien, Bangladesch, Nepal, Bhutan, Myanmar, Laos, Thailand, Vietnam und in China vor. - Crotalaria toamasinae M.Pelt.: Sie kommt auf den Maskarenen und in Madagaskar vor. - Crotalaria trichotoma Bojer: Sie kommt ursprünglich in Ostafrika vor, wird aber kultiviert und kommt dann verwildert vor in China, Taiwan, Indonesien, Sri Lanka, Vietnam, Malaysia, auf den Philippinen und in Australien. - Crotalaria trifoliastrum Willd.: Sie kommt in Indien und in Bhutan vor. - Crotalaria triquetra Dalzell: Sie kommt in Indien, Sri Lanka, Indonesien und im südlichen Taiwan vor. - Crotalaria uncinella Lam.: Sie kommt in Thailand, Vietnam, Tansania, Mosambik, Madagaskar, Réunion und in China vor. - Crotalaria valetonii Backer: Sie kommt nur auf Java vor. - Crotalaria valida Baker: Sie kommt in Tansania, Malawi, Sambia, im östlichen Simbabwe und in der südöstlichen Demokratischen Republik Kongo vor. - Crotalaria vallicola Baker f.: Sie kommt im südlichen Sudan, in Kenia, Tansania, Uganda, in Ruanda und in der östlichen Demokratischen Republik Kongo vor. - Crotalaria variegata Welw. ex Baker: Sie kommt in Angola, Mosambik, Sambia, Simbabwe, Malawi, in der südöstlichen Demokratischen Republik Kongo und im südlichen Tansania vor. - Crotalaria vasculosa Wall. ex Benth.: Sie kommt im südlichen Afrika beispielsweise in KwaZulu-Natal sowie Limpopo vor. - Crotalaria velutina Benth.: Sie kommt in Brasilien vor. - Crotalaria verrucosa L.: Sie ist in Sri Lanka, Nepal, Bangladesch, Thailand, Myanmar, Laos, Kambodscha, Vietnam, Guangdong, Hainan, Taiwan, Malaysia, Indonesien, auf den Philippinen und in Australasien weitverbreitet. Sie ist in Afrika und in der Neuen Welt als Neophyt vor und wird in den Tropen als invasive Pflanze bewertet. - Crotalaria vestita Baker: Sie kommt in Indien vor. - Crotalaria virgulata Klotzsch: Die Unterarten kommen vom tropischen bis ins südliche Afrika vor. - Crotalaria virgultalis Burch. ex DC.: Sie kommt im südlichen Namibia und in weiten Teilen Südafrikas vor. - Crotalaria vitellina Ker Gawl.: Sie kommt in Mexiko, im nordöstlichen Kolumbien, in Venezuela und in Brasilien vor. - Crotalaria walkeri Arn.: Sie kommt in Indien und in Sri Lanka vor. - Crotalaria xanthoclada Bojer ex Benth.: Sie kommt in Madagaskar in den Provinzen Antananarivo und Fianarantsoa vor. |

## Wirtschaftliche Bedeutung
Der Ostindische Hanf (Crotalaria juncea) wird in Asien als Futterpflanze genutzt, sowie in geringerem Maßstab als Faserpflanze und zur Gründüngung. Crotalaria longirostrata ist ein Blattgemüse in Mittelamerika. Weitere Arten werden medizinisch, als Zierpflanzen oder Futterpflanzen genutzt.
Einige Crotalaria-Arten enthalten giftige Pyrrolizidinalkaloide. Sie sind vor allem für Pferde toxisch und verursachen die Crotalariosis equorum.